# Råtjärnen (Nås socken, Dalarna, 669611-142176)
Råtjärnen är en sjö i Vansbro kommun i Dalarna och ingår i Dalälvens huvudavrinningsområde.